# Håkan Gäbel
Nils Gunnar Håkan Gäbel, född 3 maj 1940 i Göteborg, död den 8 juni 2017, var en svensk läkare och docent i transplantationskirurgi.
Han gick sin grundutbildning vid medicinska fakulteten i Göteborg, fick sin läkarlegitimation 1969 och blev specialist i allmänkirurgi i Örebro 1973. Han kom därefter till Sahlgrenska sjukhuset där han kom att bli en pionjär och ledande kirurg inom verksamheten med organtransplantationer. Gäbel disputerade 1983 vid Göteborgs universitet med en avhandling som handlade om möjligheten att behandla diabetes med transplantation av bukspottskörteln och fortsatte sin verksamhet 1985-1997 på transplantationsenheterna vid Universitetssjukhuset i Malmö samt Karolinska sjukhuset i Huddinge.
1991 rekryterades Gäbel till Socialstyrelsen, där han från 1997 verkade på heltid som transplantationsexpert och samordnare av donationsfrågor och även arbetade internationellt. 2003-2005 var han president för "The International Society for organ donation and procurement", och fick ett postumt hyllningsanförande vid öppnandet av denna organisations 14:e kongress  den 6 september 2017 i Geneve
Gäbel lämnade betydande bidrag till medicinsk utveckling av organtransplantation, men visade också ett stort engagemang för att nå ut till en bredare allmänhet och debattera etiska frågor och attityder till organdonation. Han verkade bland annat som skribent på webbsidan Netdoktor samt medicinskt sakkunnig i transplantation vid Njurförbundet. Gäbel är medförfattare till mer än 80 medicinska vetenskapliga artiklar.
Håkan Gäbel var sonson till disponenten Max Gäbel.